# Martin Trunz
Martin Trunz (* 2. Mai 1970) ist ein ehemaliger Schweizer Skispringer.
Trunz, der für den Skiclub Brunnadern startete, begann seine Karriere im Skisprung-Weltcup im Februar 1990 bei drei Springen in der Schweiz. Sein erstes Springen absolvierte er am 7. Februar 1990 in St. Moritz. Ein Jahr später nahm er an den Nordischen Skiweltmeisterschaften 1991 im Val di Fiemme teil. Dabei sprang Trunz von der Normalschanze auf den 25. und von der Grossschanze auf den 48. Platz. Im Teamspringen sprang er gemeinsam mit Benz Hauswirth, Yvan Vouillamoz und Stephan Zünd auf den 6. Platz. Zum Start der Weltcup-Saison 1991/92 sprang er in Thunder Bay in beiden Springen auf den 9. Platz und gewann so seine ersten Weltcup-Punkte. Am 12. Januar 1992 sprang er im Teamspringen in Predazzo gemeinsam mit Sylvain Freiholz, Yvan Vouillamoz und Stephan Zünd erstmals aufs Podium. An diesen Erfolg konnte er aber weder im Team noch im Einzelspringen noch einmal anknüpfen.
Bei den Olympischen Winterspielen 1992 in Albertville gehörte Trunz zum Aufgebot der Schweiz und sprang von der Normalschanze auf den 41. und von der Grossschanze auf den 31. Platz. Im Teamspringen sprang er gemeinsam mit Markus Gähler, Sylvain Freiholz und Stephan Zünd auf den 8. Platz.
Die Springen nach den Spielen verliefen für Trunz erfolglos. Trotzdem beendete er die Saison auf dem 23. Platz in der Weltcup-Gesamtwertung. An diesen Erfolg konnte er nicht mehr anknüpfen. In den folgenden vier Jahren landete er meist nur auf mittelmässigen Platzierungen. Punktgewinne waren eher selten. Bei der Skiflug-Weltmeisterschaft 1992 in Harrachov flog Trunz noch einmal auf den 6. Platz. Trotz Erfolglosigkeit gehörte er zum Aufgebot für die Nordischen Skiweltmeisterschaften 1993 im schwedischen Falun. Dabei sprang er auf der Normalschanze auf den 38. und auf der Grossschanze auf den 26. Platz. Auch bei den Olympischen Winterspielen 1994 startete Trunz, der mittlerweile parallel im Weltcup und im Continental Cup sprang, erneut auf der Normal- und der Grossschanze. Dabei erreichte er jedoch auf der Normalschanze nur den 40. und auf der Grossschanze den 51. Platz.
In den letzten beiden Jahren seiner aktiven Skisprungkarriere blieb er im Welt- und Continental Cup sowie bei Weltmeisterschaften erfolglos. Er beendete daraufhin nach dem Ende der Saison 1995/96 seine aktive Karriere.
Sein Sohn Felix (* 2006), ist ebenfalls als Skispringer aktiv.